# Jean Ignace Roderique
Jean Ignace Roderique (Johann Ignaz Roderique) (* 3. November 1696 in Malmedy; † 4. April 1756 in Köln) war ein Kölner Publizist und Historiker. Als Zeitungsverleger brachte er ab 1734 die international beachtete Gazette de Cologne in französischer Sprache heraus.

## Leben
Jean Ignace Roderique war Sohn von Jean Roderique (* 1661/62; † 1759/65) (Uhrmacher und Goldschmied, seit 1715 Bürgermeister von Malmedy) und Anne Marie Meyer († 1765). In Trier war er Novize bei den Jesuiten. Anschließend studierte er Theologie in Köln und Münster. 1725 trat Roderique eine Professur für Algebra, Analysis und Geographie in Würzburg an, wo er an der Diffamierungsaffäre um die Würzburger Lügensteine beteiligt war. 1730 ließ er sich in Köln nieder und heiratete im Frühjahr 1731 Maria Sybilla Katherina Pöler, geb. Topsius. 1732 nahm er eine Professur für Geschichte an der Universität zu Köln an.
Primär aus finanziellen Gründen (die Universität zahlte schlecht) stieg Roderique ins Verlagswesen ein. 1734 beantragte er beim Kölner Rat die Genehmigung zur Herausgabe einer französischsprachigen Zeitung, der Gazette de Cologne. 1735 mit einem Privileg Kaiser Karls VI. ausgestattet und unter der Auflage, sich nicht kritisch gegenüber dem Hof zu äußern, erschien die Gazette zweimal wöchentlich dienstags und freitags. Sie wurde zu einem der einflussreichsten Blätter im Europa des 18. Jahrhunderts. Neben der gedruckten Zeitung gab Roderique auch individuell angefertigte „geschriebene Zeitungen“ für einen ausgewählten Bezieherkreis heraus. Wegen der einseitigen, pro-österreichischen Haltung der Gazette de Cologne während des Ersten Schlesischen Krieges wurde Roderique am 13. April 1741 von einem bezahlten Kölner Schläger im Auftrag des preußischen Königs Friedrich II. auf offener Straße verprügelt. Die königliche Anweisung lautete auf „eine Tracht Prügel“ und wurde mit 50 Dukaten bezahlt. Roderique entschuldigte sich anschließend, änderte aber den Kurs seiner Zeitung nur geringfügig.
Das Geschäft mit den Nachrichten machte Johann Ignaz Roderique zu einem wohlhabenden und angesehenen Bürger Kölns, der über weitläufige internationale Beziehungen verfügte. Sein Grab befindet sich im Klarissenkloster Köln. Nach seinem Tod übernahm sein Neffe Caspar Anton Jacquemotte das Zeitungsunternehmen. Er nahm den Beinamen de Roderique an.

## Werke
- Historiae universalis institutiones, 1731
- Ignatii Roderique De Abbatibus Monasteriorum Malmundariensis Et Stabulensis Disceptatio Tertia, Prima Adversus Vindicias Stabulenses D. Edmundi Martene Presbyteri Benedictini E Congregatione S. Mauri. Apud Authorem, Coloniae 1731 Digitalisat